# Bhilwara
Bhilwara là một thành phố và là nơi đặt hội đồng đô thị (municipal council) của quận Bhilwara thuộc bang Rajasthan, Ấn Độ.

## Địa lý
Bhilwara có vị trí 25°21′B 74°38′Đ / 25,35°B 74,63°Đ Nó có độ cao trung bình là 421 mét (1381 foot).

## Nhân khẩu
Theo điều tra dân số năm 2001 của Ấn Độ, Bhilwara có dân số 280.185 người. Phái nam chiếm 53% tổng số dân và phái nữ chiếm 47%. Bhilwara có tỷ lệ 65% biết đọc biết viết, cao hơn tỷ lệ trung bình toàn quốc là 59,5%: tỷ lệ cho phái nam là 74%, và tỷ lệ cho phái nữ là 55%. Tại Bhilwara, 15% dân số nhỏ hơn 6 tuổi.